# Stynaborg

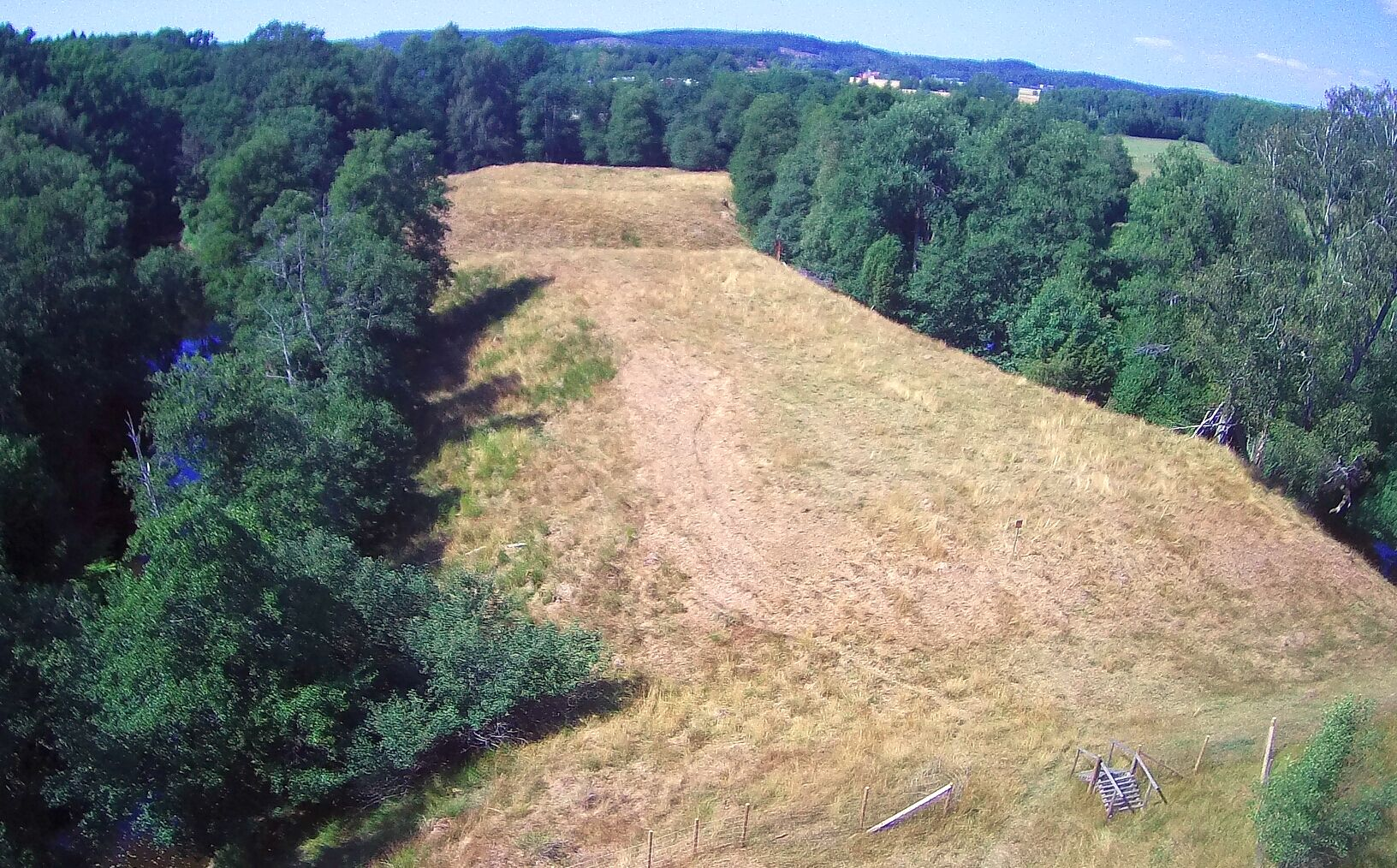
Stynaborg vid Säveån i utkanten av Alingsås. Närmast syns förborgsområdet, och bortom en vallgrav finns lämningar av en kvadratisk huvudborg.

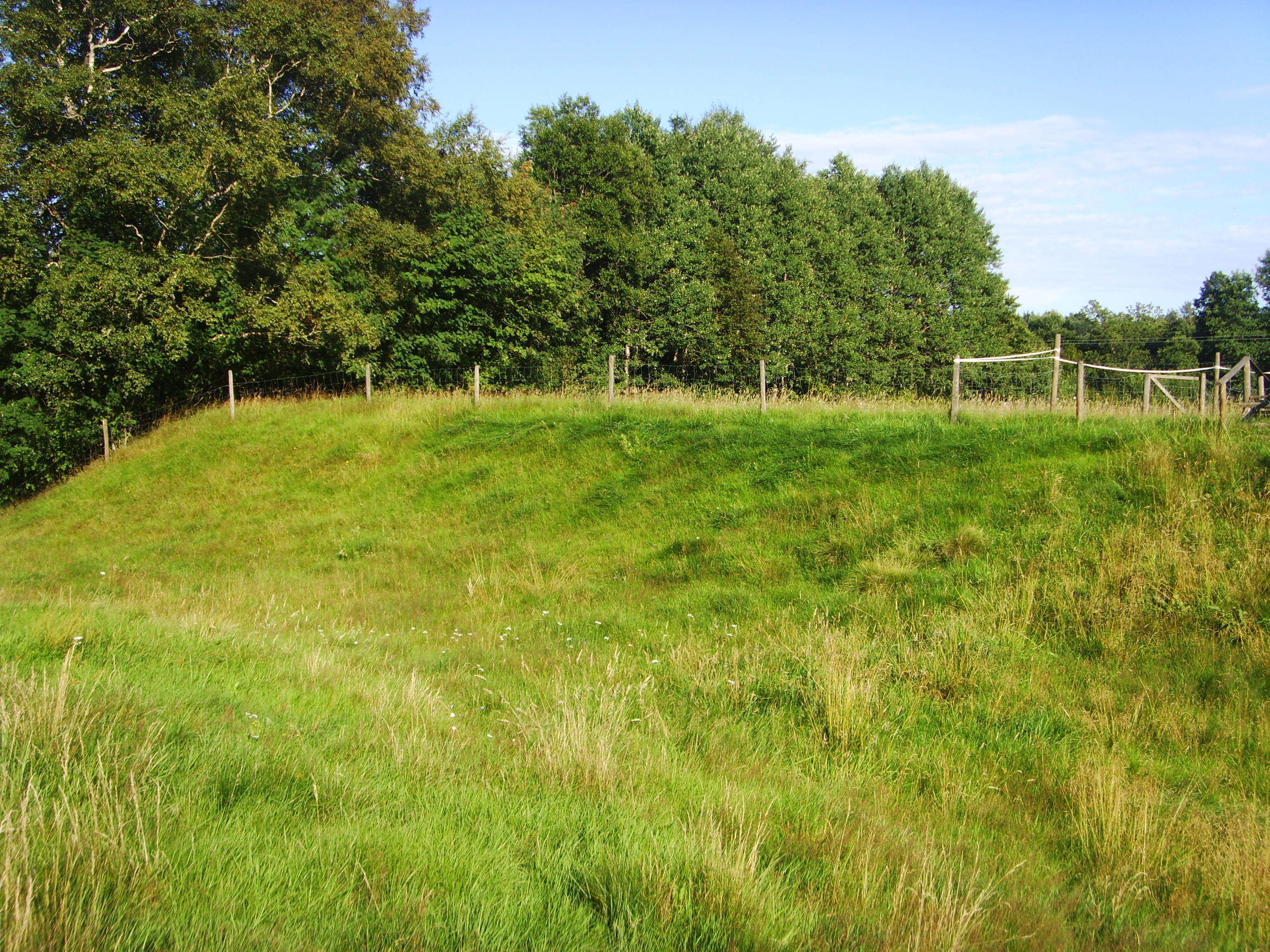
Vallgrav mellan förborgen och fastlandet.

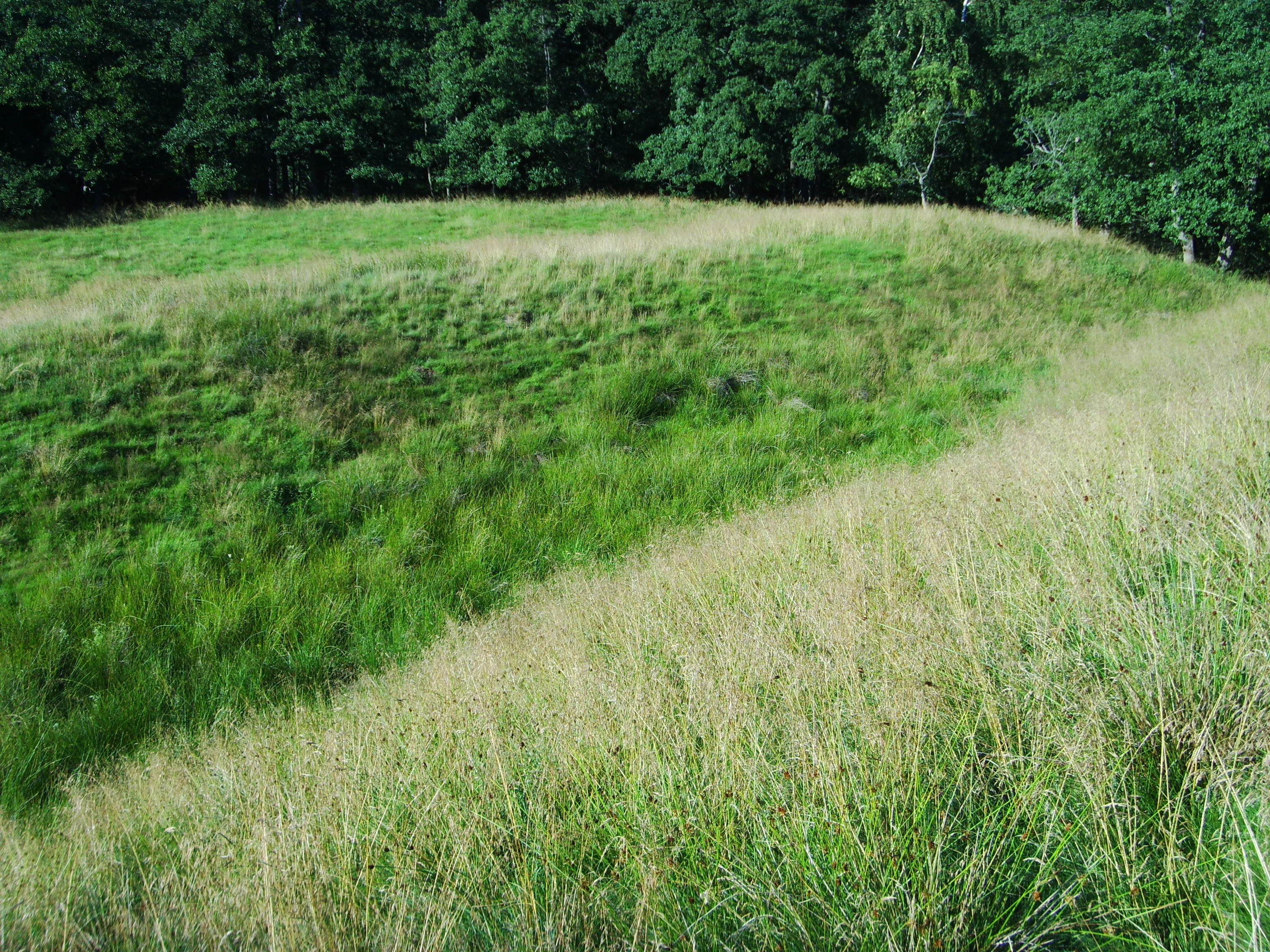
Vallgrav, sedd från huvudborgen.

Stynaborg är en medeltida borg i Alingsås kommun, Bälinge socken, Kullings härad, Västergötland och anlades på ett näs vid Säveån som skydd för huvudvägen från västkusten till Skara. Under medeltiden torde Säveåns flöde ha använts i vallgravarna till att helt kringgärda borgen med vatten och borgen har därmed i praktiken legat på en holme. Borgen är belagd i historiskt källmaterial endast under en kort tidsperiod 1396-1423 och den förstördes troligen under Engelbrektsupproret. Under borgen låg slottslänet Stynaborgs län, vilket enligt Erik av Pommerns skattebok från 1413 omfattade Ale, Barne och Kullings härader. Stynaborg provundersöktes arkeologiskt 1933 och 1955. Då gjordes en del fynd som medeltida tegel, en pilspets, bronsbeslag, järnskålla, spikar av järn och mycket träkol. Undersökningarna visar att Stynaborg har haft tre tvärande avskärningar med vallgravar, en förborg på den inre platån med ekonomihus och på den mellersta platån lämningarna av själva huvudborgen som antas ha varit kvadratisk och av tegel och sten, dessutom hittades spår av flera andra hus i trä.
Borgruinen finns strax utanför Alingsås, drygt 2 km söder om Rödene, på en plats som i lokal tradition har kallats Kungsholmen (äldre namn Rosbos udde) och Rolfsborg.